# Gustav-Adolf von Harnack
Gustav-Adolf Paul Waldemar von Harnack (* 31. Januar 1917 in Hindenburg, Oberschlesien; † 13. Juli 2010 in Hamburg) war ein deutscher Kinderarzt und Professor für Kinderheilkunde und Lehrstuhlinhaber in Düsseldorf.

## Leben

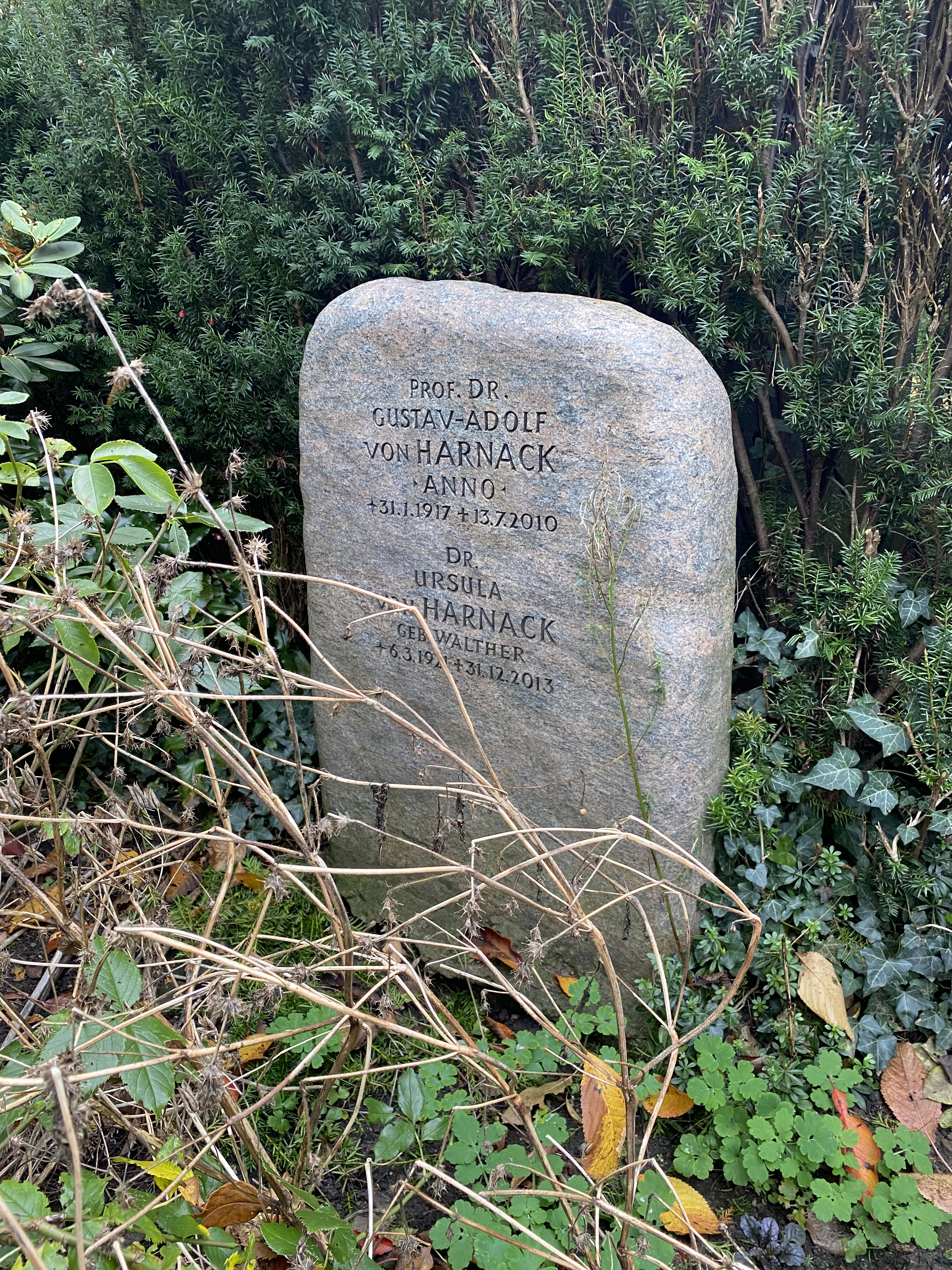
Grabstätte

Gustav-Adolf von Harnack war evangelisch, der älteste Sohn des sozialdemokratischen Politikers und Regierungspräsidenten Ernst von Harnack (1888–1945), der vom Volksgerichtshof zum Tode verurteilt und am 5. März 1945 in Berlin hingerichtet wurde, und der Anna von Harnack, geborene Wiggert (1894–1960). Sein Großvater war der 1914 geadelte Theologe und Generaldirektor der Preußischen Staatsbibliothek Adolf von Harnack (1851–1930), der zudem der Schwiegersohn des Chirurgen Karl Thiersch war, sein Ur-Urgroßvater der Chemiker Justus von Liebig (1803–1873).
Nach dem Abitur in Berlin 1936 begann von Harnack 1938 mit dem Medizinstudium in Freiburg, Berlin und Innsbruck, das er 1942 mit Staatsexamen und Promotion abschloss. Anschließend leistete er Kriegsdienst als Truppenarzt in Frankreich. Nach der Entlassung aus britischer  Kriegsgefangenschaft folgte ab 1945 eine Facharztausbildung zum Kinderarzt am Universitätsklinikum Hamburg-Eppendorf. Im Jahr 1952 habilitierte er sich und wurde Privatdozent an der Universität Hamburg. 1959 wurde er zum außerplanmäßigen Professor ernannt. 1966 wurde er als Ordinarius für Kinderheilkunde und Direktor der Universitätskinderklinik an die Medizinische Akademie bzw. Universität Düsseldorf berufen. Im akademischen Jahr 1975/76 war er Dekan der medizinischen Fakultät.
Schwerpunkte seiner wissenschaftlichen und klinischen Arbeit waren die Sozialpädiatrie und die medikamentöse Behandlung von Kindern sowie die Prävention und Therapie von Kinderlähmung und angeborener Hypothyreose. Sein Lehrbuch der Kinderheilkunde und seine „Pädiatrischen Dosistabellen“ gelten als Standardwerke.
1982 wurde er emeritiert. Seit 2006 lebte er in der Elbschloss-Residenz in Hamburg.
Harnack heiratete am 15. Dezember 1942 in Freiburg im Breisgau die Ärztin Ursula Walther (* 6. März 1921 in Göttingen), Tochter des Soziologie-Professors Andreas Walther und der Ella Gustav. Das Ehepaar hat einen Sohn und drei Töchter.
Gustav-Adolf von Harnack starb am 13. Juli 2010 im Alter von 93 Jahren. Seine letzte Ruhestätte erhielt er auf dem Nienstedtener Friedhof.

## Ehrungen
- 1987: Ernst-Bergmann-Medaille der Bundesärztekammer
- 10. Oktober 1988: Großes Bundesverdienstkreuz

## Veröffentlichungen (Auswahl)
- Wesen und soziale Bedingtheit frühkindlicher Verhaltensstörungen. 1953.
- Nervöse Verhaltensstörungen beim Schulkind – eine medizinisch-soziologische Untersuchung. 1958.
- Arzneimitteldosierung im Kindesalter. 1965.
- Pädiatrische Dosistabellen. 14. Auflage. Wissenschaftliche Verlagsgesellschaft, Stuttgart 1967–2009.
- Kinderheilkunde und Jugendmedizin (bis zur 10. Auflage: Kinderheilkunde). 13. Auflage. Springer, Berlin 1968–2007-
- Jahre des Widerstandes. 1989.